# Reno (Nevada)
Reno is een stad in de Amerikaanse staat Nevada en telt 210.225 inwoners. Het is hiermee de 112e stad in de Verenigde Staten (2000). De oppervlakte bedraagt 178,9 km², waarmee het de 101e stad is. Reno ligt in de woestijn van het Grote Bekken en is, na Las Vegas, de tweede gokstad in Nevada. De bijnaam voor Reno is "The Biggest Little City in the World". In de praktijk vormt Reno met de buurstad Sparks, met 80.000 inwoners, één stedelijke agglomoratie. Het is de op een na grootste agglomeratie van de staat Nevada, na die van Las Vegas in het zuiden en vóór die van hoofdstad Carson City.

## Economie, toerisme en voorzieningen
Nevada nam in 1909 een liberale huwelijkswet aan, die echtscheiding gemakkelijk maakte. Daarvoor moest men echter wel zes maanden in de staat verblijven. Reno speelde daar handig op in en maakte het verblijf in de stad aantrekkelijk met theaters en casino's.
De meeste casino's zijn downtown gelokaliseerd, ofschoon de laatste decennia ook casino's zoals Atlantis, the Peppermill en Nugget Casino Resort (voorheen John Ascuaga's Golden Nugget) zijn gebouwd aan de rand van de stad. Het in Reno gevestigde International Game Technology (IGT) is 's werelds grootste producent van slotmachines en casinosoftware.
Behalve op de gok- en amusementsindustrie heeft Reno zich tevens gericht op de ontwikkeling van de softwaresector en het aantrekken van logistieke bedrijvigheid. Momenteel zijn zo'n 120 softwarebedrijven in Reno gevestigd, waaronder Microsoft Licensing. Veel retail- en internetbedrijven, zoals Amazon.com, hebben hun op de Amerikaanse westkust en Californië gerichte distributiecentra in Reno gevestigd, gebruik makend van het gunstige belastingklimaat en de centrale ligging van de regio. Het vliegveld Reno-Tahoe international (RNO) is een hub in het netwerk van Southwest Airlines.
Reno profileert zich als een stad waar outdoorsporten beoefend kunnen worden. De stad ligt op 1400 meter hoogte in een vallei tussen de bergen, waarvan Mount Rose met 3285 m de hoogste is. De rivier Truckee stroomt dwars door het centrum heen. Lake Tahoe, met een oppervlakte van 497 km², ligt op een half uur rijafstand van Reno. Het meer en het gebied eromheen maken zowel sporten als skiën, zeilen, wild river-rafting, mountainbiken, duiken, hiking en bergklimmen mogelijk, als een dag op het strand aan de oever van het meer.
Elk jaar komen zo'n zes miljoen bezoekers naar Reno. Dit gebied en het grote aantal bezoekers maken een hoog niveau van publieke en culturele voorzieningen mogelijk. Zo heeft Reno behalve de casino's en hun shows, een filharmonisch orkest, een opera en biedt het onderdak aan het Nevada Museum of Modern Art. Hieraan heeft Reno zijn naam "Biggest Little City in the World" te danken.

## Demografie
Van de bevolking is 11,4 % ouder dan 65 jaar en bestaat voor 32,6 % uit eenpersoonshuishoudens. De werkloosheid bedraagt 3,3 % (cijfers volkstelling 2000).
Ongeveer 19,2 % van de bevolking van Reno bestaat uit hispanics en latino's, 2,6 % is van Afrikaanse oorsprong en 5,3 % van Aziatische oorsprong.
Het aantal inwoners steeg van 134.747 in 1990, naar 180.480 in 2000 en bedraagt in 2006 naar schatting 210.225.

## Klimaat
In januari is de gemiddelde temperatuur 6 °C, in juli is dat 33,0 °C. Jaarlijks valt er gemiddeld 191,3 mm neerslag (gegevens op basis van de meetperiode 1961-1990). Reno kent meer dan 300 zon-dagen per jaar. Er valt meer sneeuw dan regen.

## Sport
Sinds mei 2006 is er een onafhankelijk baseballteam in de stad: Reno Silver Sox.
Dit team is een van zes teams uit de onafhankelijke Golden Baseball League. In april 2009 zijn ook de Reno Aces naar de stad gekomen. Dit 'triple A'-team speelt in een stadion dat downtown gebouwd is.
In augustus heeft het Amerikaanse golfcircuit, de PGA Tour, haar vaste stop voor de Legends Reno-Tahoe Open. Dit toernooi wordt gespeeld op de baan van de Montreux Golf & Country Club.
Elk jaar vindt in september de bekende Reno Air Race plaats. Hierbij racen vliegtuigen in diverse klassen (waaronder jets) tegen elkaar. Het staat bekend als 's werelds snelste motorsport, waarbij snelheden van meer dan 800 km per uur worden gehaald.

## Burning Man
Elk jaar vindt aan het einde van de zomer het Burning Man-festival plaats in de Black Rock Desert ten noorden van Reno. Een week lang wordt hier een festival gehouden, waarbij persoonlijke ontplooiing, liefde en vrede en het beleven en delen daarvan centraal staan. Vanuit de hele wereld en met name Californië komen mensen naar dit 'hippie'-achtige festival. In enkele weken wordt een complete stad midden in de woestijn gebouwd voor 50.000 mensen. Na afloop wordt elk jaar alles afgebroken en blijft er niets meer van over, onder het motto 'leave no trace behind'.

## Plaatsen in de nabije omgeving
De onderstaande figuur toont nabijgelegen plaatsen in een straal van 20 km rond Reno.

## Trivia
- De serie Reno 911! speelt zich af in Reno.

## Bekende inwoners van Reno

### Geboren
- Paul Laxalt (1922-2018), politicus
- Dawn Wells (1938-2020), actrice
- Curtis Hanson (1945-2016), filmregisseur
- Chris Browning (1964), acteur
- Kristoffer Polaha (1977), acteur
- Shannon Bahrke (1980), freestyleskiester
- Sam Minaie (1983), jazzzanger
- Scotty Bahrke (1985), freestyleskiër
- David Wise (1990), freestyleskiër
- Michael Weiss (1991), zwemmer